# 葛蕾蒂絲·奈特與種子合唱團
葛蕾蒂絲·奈特與種子合唱團（英語：Gladys Knight & the Pips）是來自美國喬治亞州亞特蘭大的R&B/靈魂樂家族音樂組合，從成立到解散的三十年間一直活躍於音樂榜單與巡迴表演中。
在1952年成立時是以種子合唱團（英語：The Pips）之名開始，其創始成員包括葛蕾蒂絲·奈特、她的哥哥「Bubba」梅羅德·奈特、妹妹布蘭達·奈特（Brenda Knight）、以及她們的表兄弟艾利諾（Eleanor Guest）與威廉·格斯特。經過幾年在才藝秀上的表演，他們於1957年與布倫瑞克唱片簽約，錄製了幾張未能成功的單曲。布蘭達·奈特和艾利諾·格斯特在1959年由另一位表親艾德華·帕頓和無血緣關係的蘭斯頓·喬治（Langston George）取代。1961年，組合錄製了此陣容的單曲〈Every Beat of My Heart〉，並在三個不同的唱片廠牌之下發行，而他們也在此時改名為葛蕾蒂絲·奈特與種子合唱團。蘭斯頓·喬治於同年離團，葛蕾蒂絲·奈特則因與音樂家吉米·紐曼（Jimmy Newman）結婚而在隔年退出。葛蕾蒂絲在1964年回歸後組合便持續這個陣容直到1989年解散為止。
組合在商業上的成功是從1966年進入摩城唱片旗下開始。在與摩城簽約後的一年半，組合於1967年轉至摩城旗下的靈魂唱片（Soul Records），並錄製了〈I Heard It Through the Grapevine〉以及其他隨之而來的熱門歌曲，包括〈The Nitty Gritty〉、〈Friendship Train〉、〈If I Were Your Woman〉和〈Neither One of Us (Wants to Be the First to Say Goodbye)〉。1973年，組合從摩城跳槽到佛佗唱片，這期間的他們也有許多熱門歌曲，如〈You're the Best Thing That Ever Happened to Me〉、〈I've Got to Use My Imagination〉以及他們最經典的歌曲〈Midnight Train to Georgia〉。組合在此時因為與唱片公司的合約問題，使得他們開始參其他周邊計畫，直到1980年與哥伦比亚唱片簽約為止。組合後期的著名歌曲有〈Save the Overtime (For Me)〉和葛萊美獲獎單曲〈Love Overboard〉。1989年組合解散，葛蕾蒂絲·奈特開始個人生涯，而其他成員則退休。
葛蕾蒂絲·奈特與種子合唱團獲得諸多葛萊美與全美音樂獎，並分別於1996年和2001年入選搖滾名人堂和聲樂團體名人堂。

## 成員
- 葛蕾蒂絲·奈特（Gladys Knight） (1952–1962、1964–1989)
- 「Bubba」梅羅德·奈特（Merald "Bubba" Knight） (1952–1989)
- 威廉·格斯特（英语：William Guest (singer)）（William Guest） (1952–1989；2015年去世)
- 布蘭達·奈特（Brenda Knight） (1952–1959)
- 艾利諾·格斯特（Eleanor Guest） (1952–1959；1997年去世)
- 艾德華·帕頓（Edward Patten） (1959–1989；2005年去世)
- 蘭斯頓·喬治（Langston George） (1959–1962；2007年去世)
- 克里斯·莫蘭提（Chris Morante） (1988)

時間線

## 作品列表

### 前20名熱門歌曲
以下所列單曲在美國的《告示牌》百大單曲榜或英國的英國單曲排行榜中名列前20。
| 年份 | 曲名                                                         | 美國流行榜單 | 美國R&B榜單 | 英國流行榜單    |
| ---- | ------------------------------------------------------------ | ------------ | ----------- | --------------- |
| 1961 | 〈Every Beat of My Heart〉                                   | 6            | 1           | –               |
| 1961 | 〈Letter Full of Tears〉                                     | 19           | 3           | –               |
| 1967 | 〈Take Me in Your Arms and Love Me〉                         | 98           | –           | 13              |
| 1967 | 〈I Heard It Through the Grapevine〉                         | 2            | 1           | 47              |
| 1968 | 〈The End of Our Road〉                                      | 15           | 5           | –               |
| 1969 | 〈The Nitty Gritty〉                                         | 19           | 2           | –               |
| 1969 | 〈Friendship Train〉                                         | 17           | 2           | –               |
| 1970 | 〈If I Were Your Woman〉                                     | 9            | 1           | –               |
| 1971 | 〈I Don't Want to Do Wrong〉                                 | 17           | 2           | –               |
| 1972 | 〈Help Me Make It Through the Night〉                        | 33           | 13          | 11              |
| 1973 | 〈Neither One of Us (Wants to Be the First to Say Goodbye)〉 | 2            | 1           | 31              |
| 1973 | 〈Daddy Could Swear, I Declare〉                             | 19           | 2           | –               |
| 1973 | 〈Midnight Train to Georgia〉                                | 1            | 1           | 10 (1976年再版) |
| 1973 | 〈I've Got to Use My Imagination〉                           | 4            | 1           | –               |
| 1974 | 〈Best Thing That Ever Happened to Me〉                      | 3            | 1           | 7               |
| 1974 | 〈On and On〉                                                | 5            | 2           | –               |
| 1975 | 〈The Way We Were〉/〈Try to Remember〉                      | 3            | 6           | 4               |
| 1976 | 〈So Sad the Song〉                                          | 47           | 12          | 20              |
| 1977 | 〈Baby, Don't Change Your Mind〉                             | 52           | 10          | 4               |
| 1978 | 〈Come Back and Finish What You Started〉                    | –            | –           | 15              |
| 1987 | 〈Love Overboard〉                                           | 13           | 1           | 42              |

### 錄音室專輯
| - 《Letter Full of Tears》（1962年） - 《Gladys Knight and the Pips》（1965年） - 《Everybody Needs Love》（1967年） - 《Feelin' Bluesy》（1968年） - 《Silk 'n` Soul》（1968年） - 《All In A Knight's Work》（1968年） - 《Nitty Gritty》（1969年） - 《All The Greatest Hits》（1970年） - 《If I Were Your Woman》（1971年） - 《Standing Ovation》（1972年） - 《Neither One of Us》（1973年） - 《Anthology》（1973年） - 《Imagination》（1973年） | - 《克勞汀電影原聲帶》（1974年） - 《I Feel a Song》（1974年） - 《Bless This House》（1975年） - 《2nd Anniversary》（1975年） - 《Original Soundtrack for the Motion Picture Pipe Dreams》（1976年） - 《Still Together》（1977年） - 《The One and Only》（1978年） - 《About Love》（1980年） - 《Touch》（1981年） - 《That Special Time of Year》（1982年） - 《Visions》（1983年） - 《Life》（1985年） - 《All Our Love》（1987年） |

## 影視作品

### 演出紀錄
- 《Gladys Knight & the Pips Feat. Ray Charles: Live at the Greek Theatre in Los Angeles》（1977年）

### 片段合輯
- 《Burt Sugarman's Midnight Special – Legendary Performances 1973》（1973年）
- 《Kenny Rogers Rollin' Vol. 1》（2004年）[5]
- 《Flashbacks: Soul Sensation》（2006年）[6]

## 相關書籍
- Talevski, Nick. . Omnibus Press. October 7, 2010: 231. ISBN 978-1-84609-091-2.

## 外部連結
- 聲樂團體名人堂網頁上的葛蕾蒂絲·奈特與種子合唱團